# ليبرتي سنتر (أوهايو)
ليبرتي سنتر (بالإنجليزية: Liberty Center, Ohio)‏ هي منطقة سكنية تقع في الولايات المتحدة في مقاطعة هنري، أوهايو. يقدر عدد سكانها بـ 1,180 نسمة ومساحتها 2.69 كم2 و وترتفع عن سطح البحر 207 متر.

## التركيبة السكانية
قام مكتب تعداد الولايات المتحدة بتحديد بيانات التركيبة السكانية لليبرتي سنتر في تعداد الولايات المتحدة. في ما يلي، التركيبة السكانية حسب تعدادي 2000 و2010.

### تعداد عام 2000
بلغ عدد سكان ليبرتي سنتر 1,109 نسمة بحسب تعداد عام 2000، وبلغ عدد الأسر 424 أسرة وعدد العائلات 306 عائلة مقيمة في القرية. في حين سجلت الكثافة السكانية 1,060.9 نسمة لكل ميل مربع (409.6/كم2). وبلغ عدد الوحدات السكنية 449 وحدة بمتوسط كثافة قدره 429.5 نسمة لكل ميل مربع (165.8/كم2).
وتوزع التركيب العرقي للقرية بنسبة 98.29% من البيض و 0.09% من الأمريكيين ذوي الأصول الآسيوية و 0.90% من عرقين مختلطين أو أكثر.
بلغ عدد الأسر 424 أسرة كانت نسبة 35.6% منها لديها أطفال تحت سن الثامنة عشر تعيش معهم، وبلغت نسبة الأزواج القاطنين مع بعضهم البعض 59.2% من أصل المجموع الكلي للأسر، ونسبة 9.0% من الأسر كان لديها معيلات من الإناث دون وجود شريك، وكانت نسبة 27.8% من غير العائلات. تألفت نسبة 23.1% من أصل جميع الأسر من أفراد ونسبة 9.9% كانوا يعيش معهم شخص وحيد يبلغ من العمر 65 عاماً فما فوق. وبلغ متوسط حجم الأسرة المعيشية 3.10، أما متوسط حجم العائلات فبلغ 2.62.
بلغ العمر الوسطي للسكان 34 عاماً. وكانت نسبة 28.3% من القاطنين تحت سن الثامنة عشر، وكانت نسبة 8.9% بين الثامنة عشر والأربعة وعشرون عاماً، ونسبة 29.5% كانت واقعةً في الفئة العمرية ما بين الخامسة والعشرون حتى والأربعة وأربعون عاماً، ونسبة 20.7% كانت ما بين الخامسة والأربعون حتى الرابعة والستون، ونسبة 12.5% كانت ضمن فئة الخامسة والستون عاماً فما فوق. يوجد لكل 100 أنثى 94.9 ذكر، ويوجد لكل 100 أنثى في الثامنة عشر من عمرها فما فوق 91.1 ذكر.
بلغ متوسط دخل الأسرة في القرية 40,395 دولار، أما متوسط دخل العائلة فبلغ 46,302 دولار. وكان متوسط دخل الذكور 35,848 دولار مقابل 21,597 دولار للإناث. وسجل دخل الفرد الخاص بالقرية 19,966 دولار. وكانت نسبة 3.9% من العائلات ونسبة 6.7% من السكان تحت خط الفقر، وكان من هؤلاء نسبة 10.4% تحت سن الثامنة عشر ونسبة 4.1% في الخامسة والستين من العمر وما فوق.

### تعداد عام 2010
بلغ عدد سكان ليبرتي سنتر 1,180 نسمة بحسب تعداد عام 2010، وبلغ عدد الأسر 446 أسرة وعدد العائلات 316 عائلة مقيمة في القرية. في حين سجلت الكثافة السكانية 1,134.6 نسمة لكل ميل مربع (438.1/كم2). وبلغ عدد الوحدات السكنية 485 وحدة بمتوسط كثافة قدره 466.3 لكل ميل مربع (180.0/كم2).
وتوزع التركيب العرقي للقرية بنسبة 98.2% من البيض و 0.1% من الأمريكيين الأصليين و 0.2% من الأمريكيين ذوي الأصول الآسيوية و 0.1% من الأمريكيين الأفارقة و 1.2% من عرقين مختلطين أو أكثر.
بلغ عدد الأسر 446 أسرة كانت نسبة 39.0% منها لديها أطفال تحت سن الثامنة عشر تعيش معهم، وبلغت نسبة الأزواج القاطنين مع بعضهم البعض 52.0% من أصل المجموع الكلي للأسر، ونسبة 11.4% من الأسر كان لديها معيلات من الإناث دون وجود شريك، بينما كانت نسبة 7.4% من الأسر لديها معيلون من الذكور دون وجود شريكة وكانت نسبة 29.1% من غير العائلات. تألفت نسبة 26.2% من أصل جميع الأسر من أفراد ونسبة 10.3% كانوا يعيش معهم شخص وحيد يبلغ من العمر 65 عاماً فما فوق. وبلغ متوسط حجم الأسرة المعيشية 3.17، أما متوسط حجم العائلات فبلغ 2.65.
بلغ العمر الوسطي للسكان 33.9 عاماً. وكانت نسبة 30.7% من القاطنين تحت سن الثامنة عشر، وكانت نسبة 8.3% بين الثامنة عشر والأربعة وعشرون عاماً، ونسبة 26% كانت واقعةً في الفئة العمرية ما بين الخامسة والعشرون حتى والأربعة وأربعون عاماً، ونسبة 24.6% كانت ما بين الخامسة والأربعون حتى الرابعة والستون، ونسبة 10.7% كانت ضمن فئة الخامسة والستون عاماً فما فوق. وتوزع التركيب الجنسي للسكان بنسبة 49.3% ذكور و50.7% إناث.